# Alfonso Portugal
Pour les articles homonymes, voir Portugal (homonymie) et Diaz.
Alfonso Portugal Díaz, né le 21 janvier 1934 à Mexico au Mexique et mort le 12 juin 2016 à Atlixco (en) dans l'État de Puebla, est un footballeur international mexicain, qui évoluait au poste de défenseur, avant de devenir entraîneur.

## Biographie

### Carrière de joueur

#### Carrière en sélection
Avec l'équipe du Mexique, il joue 18 matchs (pour aucun but inscrit) entre 1956 et 1961[réf. nécessaire]. 
Il figure dans le groupe des sélectionnés lors de la coupe du monde de 1958. Lors de la compétition, il joue un match contre la Suède, pays organisateur.
Il participe également avec la sélection mexicaine à la Coupe du monde des moins de 20 ans 1977 organisée en Tunisie.